# Пауль Лаукс
Пауль Лаукс (нім. Paul Laux; нар. 11 листопада 1887, Веймар — пом. 2 вересня 1944, Рига) — німецький воєначальник часів Третього Рейху, генерал від інфантерії (1942) вермахту. Кавалер Лицарського хреста Залізного хреста з дубовим листям (1943). Учасник Першої та Другої світових війн.

## Біографія
Учасник Першої світової війни. Після демобілізації армії залишений у рейхсвері, закінчив військову академію (1938). З 1 жовтня 1935 по 1 жовтня 1937 року — командир 24-го, з 10 листопада 1938 року — 10-го піхотного полку. З початком Другої світової війни 1 вересня 1939 року призначений обер-квартирмейстером штабу 1-ї армії, дислокованої на франко-німецькому кордоні. Учасник Французької кампанії. З 5 жовтня 1940 року — командир 126-ї піхотної дивізії. Учасник боїв у районі Дем'янська. З 10 жовтня по 28 листопада 1942 року — командир зведеного корпусу «Лаукс» під Ленінградом. З 19 січня 1943 року — командир 2-го армійського корпусу. Учасник боїв під Дем'янськом, Холмом і Дюнабургом. З 1 червня 1944 року — командувач 16-ю армією.
30 серпня 1944 року генерал від інфантерії Пауль Лаукс отримав важкі поранення внаслідок невдалого приземлення літака зв'язку Fieseler Fi 156 Storch, що намагався ухилитися від атаки радянського винищувача при проведенні повітряної розвідки в районі Тукумс біля Риги. 2 вересня 1944 року генерал помер у польовому лазареті № 158 в Ризі внаслідок отриманих травм.
Військова кар'єра
- 20 лютого 1907 — фанен-юнкер
- 14 серпня 1908 — лейтенант
- 28 листопада 1914 — оберлейтенант
- 11 серпня 1916 — гауптман
- 1 квітня 1929 — майор
- 1 серпня 1933 — оберстлейтенант
- 1 липня 1935 — оберст
- 1 квітня 1938 — генерал-майор
- 1 січня 1941 — генерал-лейтенант
- 1 грудня 1942 — генерал від інфантерії